# تسوگوهارو فوجیتا

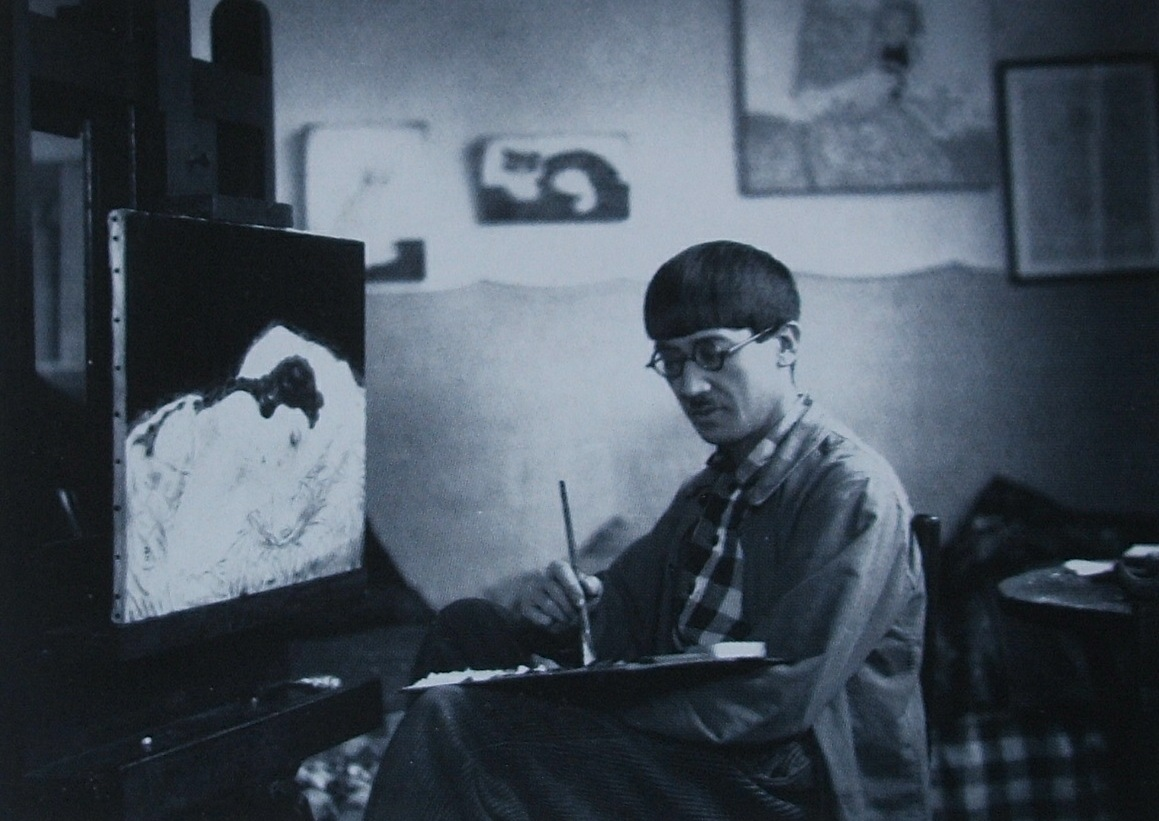
نگارهٔ تسوگوهارو فوجیتا، هنرمند ژاپنی - ۱۹۱۷

تسوگوهارو فوجیتا (انگلیسی: Tsuguharu Foujita؛ زاده ۲۷ نوامبر ۱۸۸۶ درگذشته ۲۹ ژانویهٔ ۱۹۶۸) یک هنرمند اهل ژاپن بود.